# Mamod
Mamodはイギリスの蒸気機関模型を製造する玩具会社である、1937年にイギリスのバーミンガムでGeoffrey Malinsによって設立された。会社名は'Malins Models'に由来する。数十年にわたり首振り式エンジンを動力とする"定番"の商品を改良しながら製造し続ける。
当初、Malinsはホビーズブランドの元で製造、販売を始めたが、まもなくMamodブランドで販売を開始した。最初の模型は定置式蒸気機関だった。かなり後になって舗装用ローラー車（蒸気ローラー）やトラクションエンジン、蒸気ワゴン（Steam wagon）や他の蒸気自動車の製造を始めた。これらの模型は玩具市場に適合するため、簡単な運転と安全の為に低圧のボイラーで作動したが、忠実なスケールモデルではなかった。
大半のMamodの模型は単純だが効率的な単動式首振りエンジンを使用する。これらのエンジンのいくつかは蒸気の供給または排気の加減弁を備えるが、その他の大半は（より単純な模型において）無加減式または単純に給排気を切り替える事による単純な逆転機構を備え、エンジンの出力/速度と回転方向を制御する。初期の模型は単一または複数のアルコールランプまたは気化噴射式燃焼器を備えていたが、1970年代半ばに、加熱温度の低下と安全上の理由により、錠剤状の固形燃料を使用するようになった。

## SC, SE と Minorシリーズ定置式エンジン (1937-79)

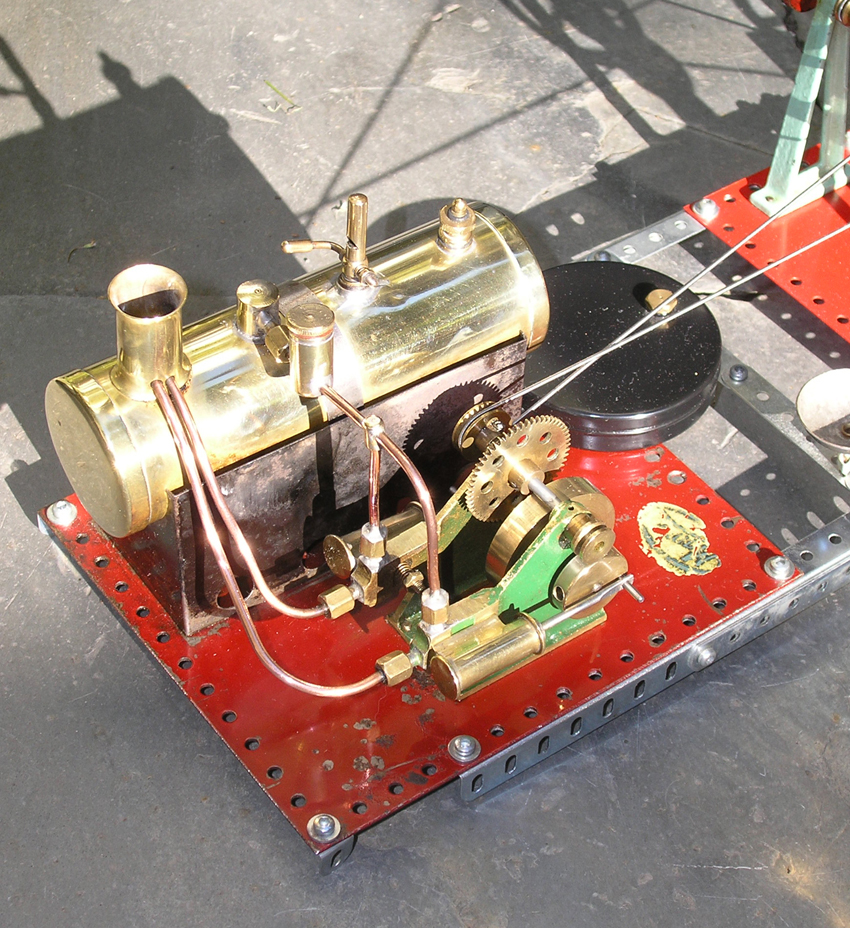
Mamod SE4

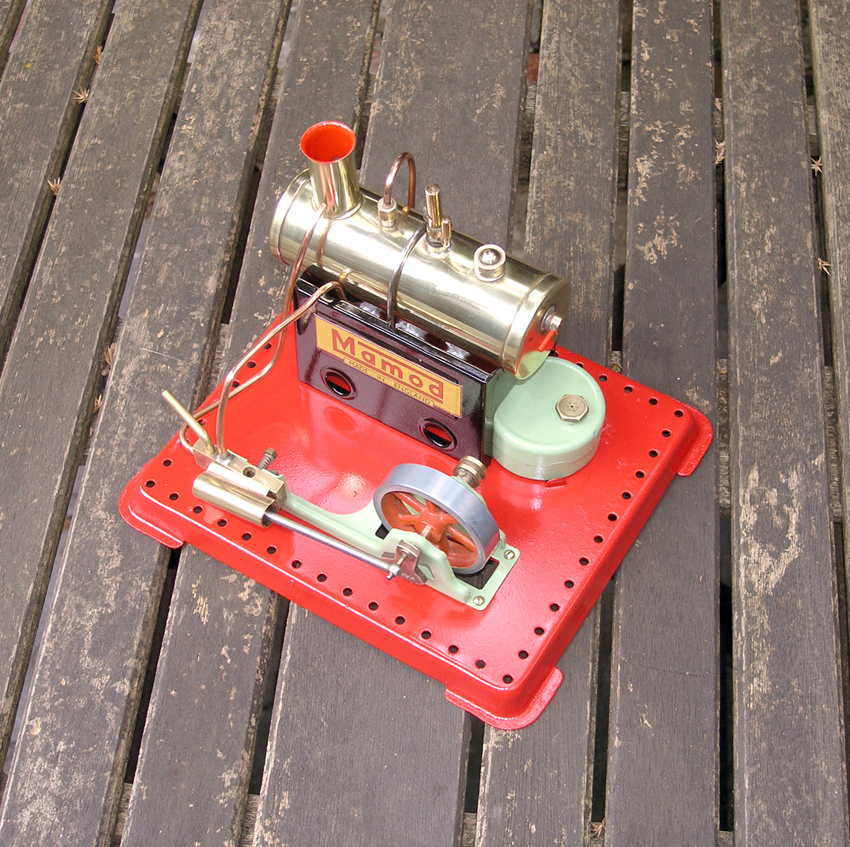
1958年式 Mamod SE2

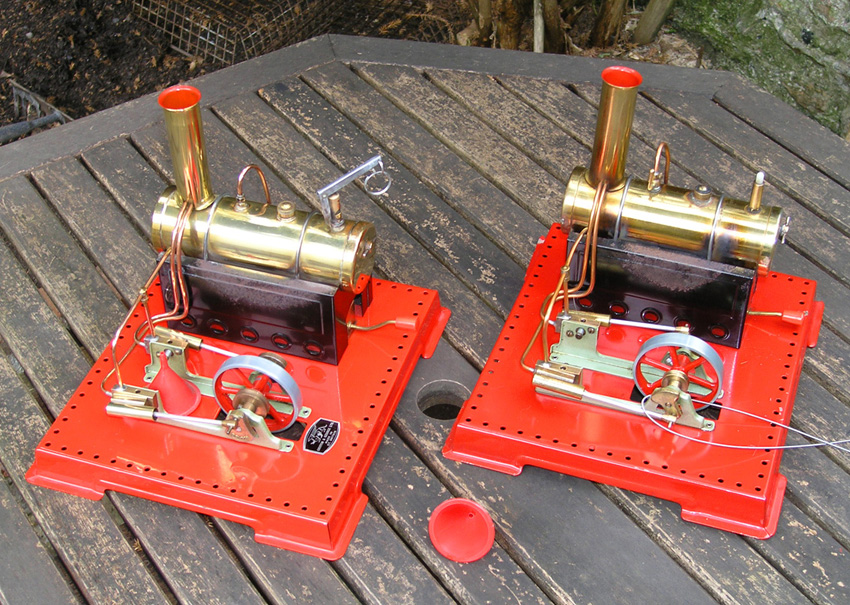
1969年以降の Mamod SE3

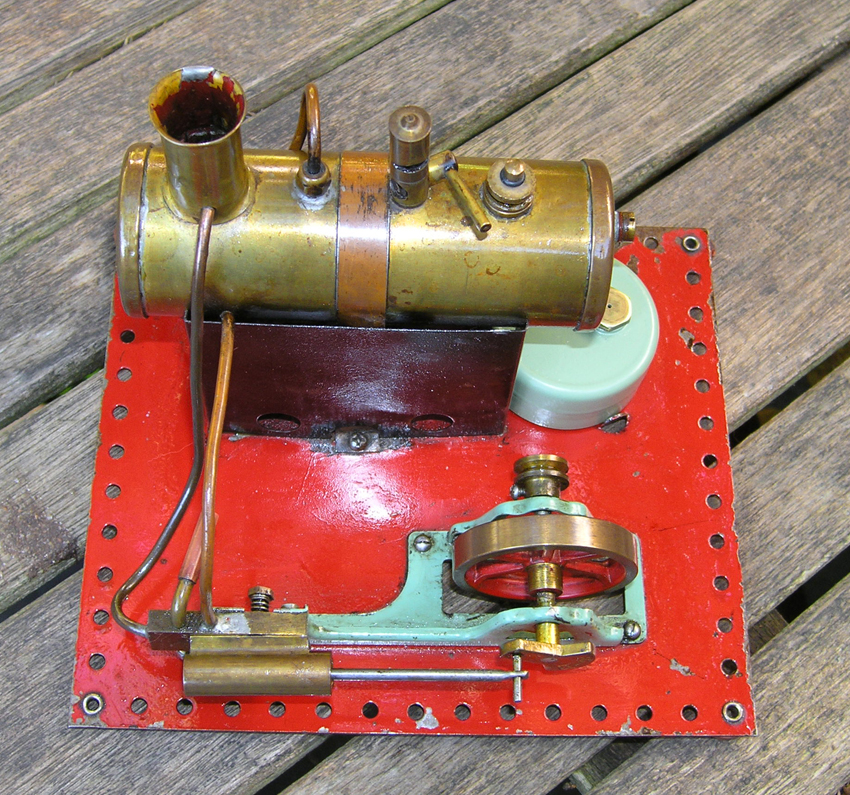
1949年式 Mamod SE2

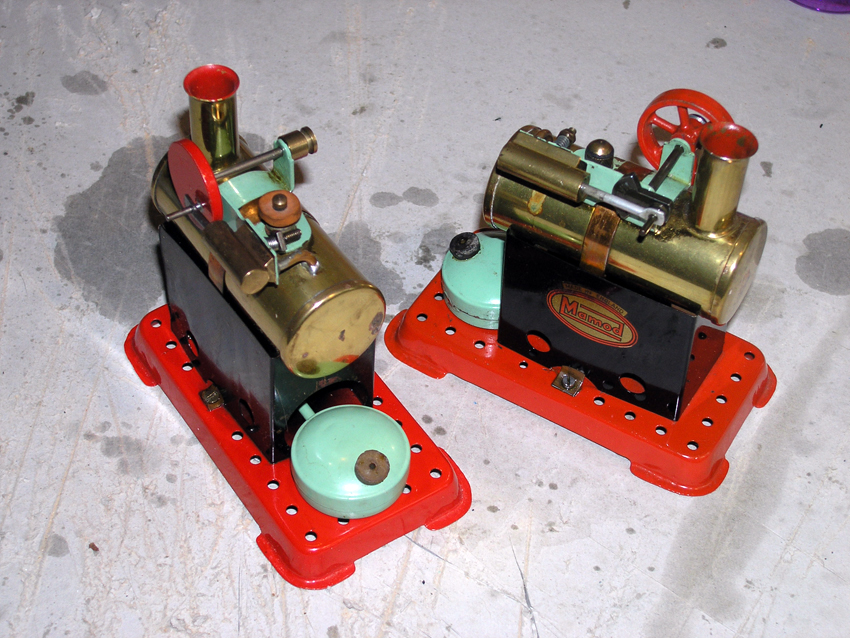
Mamod Minor エンジン

品揃えは1936年にGeoffrey MalinsがDerehamのホビーズ向けにエンジンの製造を始めた時に起源を有する。彼のエンジンはいみじくもGeoffrey Bowman Jenkinsが1935年までホビーズ向けに生産したBowmanのエンジンが元になっている。Bowman とMalinsの主な違いは後者はいくぶん小型で台座が金属製でSE1以外は全て煙突がボイラーの上部にあることである。1937年からMalinsはホビーズ向けの製品と同様に彼独自の品揃えを生産する事を決めた。電球の覆いの塗装やMamodの商標等、いくつかの小規模な変更点はあるもののホビーズ向けの商品群と大差ない。Mamodとホビーズの違いは表面処理である。Mamodの商標はSE4では'ホビーズ色'である事が見つかる。これは最初のころである事を意味する。
第二次世界大戦の勃発によりMalinsはホビーズのデラハム工場に来て提携を終了してSEシリーズのエンジンをホビーズの商標の下で販売する最後の蒸気玩具にした。Malinsは同様に彼自身のエンジンにもまた同様に利益をもたらした。戦争が終結するまでSt Mary Row工場は閉鎖した。
戦後、1946年より事業に復帰し、SE1、SE2、Minor 1と工具の限定された蒸気玩具が生産された。
1954年の開始時SEシリーズは全て改良された。1958年からMM1は新しい気化噴射式燃焼器を備え、1957年には完全新作の2気筒のSE3が発売された。再びボイラーバンドと火室が更新された。これらの新旧部品の組み合わせは1950年代末の(SE1, 2 や MM2のような)'伝統的'なエンジンに見受けられる。
1970年代にはMalinの技術者達の全盛期でMM1は1970年に気化式燃焼器を備えると共に1975年にはMinorに水のオーバーフロー栓を備え、1977年にエンジンは(輸出用より早く)国内向けに固形燃料用に変更して1978年には(MM1以外)オーバーフロー栓の代わりにボイラーに水面計が備えられた。1970年代末よりMaklin家からの投資が考えられるが商品構成は疲弊したように見え1979年にSEはSPになった。
全体的にSP型は初期のSE型の改良型でより安全性向上と外観が変更された。
| 戦前                           | 戦後                      | 現在                            | 備考   |
| ------------------------------ | ------------------------- | ------------------------------- | ------ |
| Minor 1 1939-40                | Minor 1 1946-79           | SP1 1979-85                     |        |
| Minor 2 1939-40                |                           |                                 | 2気筒  |
|                                | Minor 2 1948-79           | SP2 1979-現在                   | 単気筒 |
| SE1 1936-37                    | SE1 1946-67 SE1A 1967-79  |                                 |        |
|                                | Meccano 1965-76           | SP3 1979-85                     |        |
| SE2 1936-37 SC2 1939-40        | SE2 1946-67 SE2A 1967-79  | SP4 1979-現在 (SP4Dを含む)      |        |
| SE3 1936-37 SC3 1939-40        |                           |                                 | 単気筒 |
| SE4 1936-37 SC4 1939-40        | SE3 1957-79 (G&G版を含む) | SP5 MK1 79 から 85 Mk2 2001以降 | 2気筒  |
|                                |                           | SP6                             |        |
|                                |                           | SP7                             |        |
| ME1 1936-40 (Hobbies と Mamod) | ME1 1958-85 (Mamodのみ)   |                                 |        |
|                                | ME2 1958-65 ME3 1965-72   |                                 |        |

## メカノエンジン

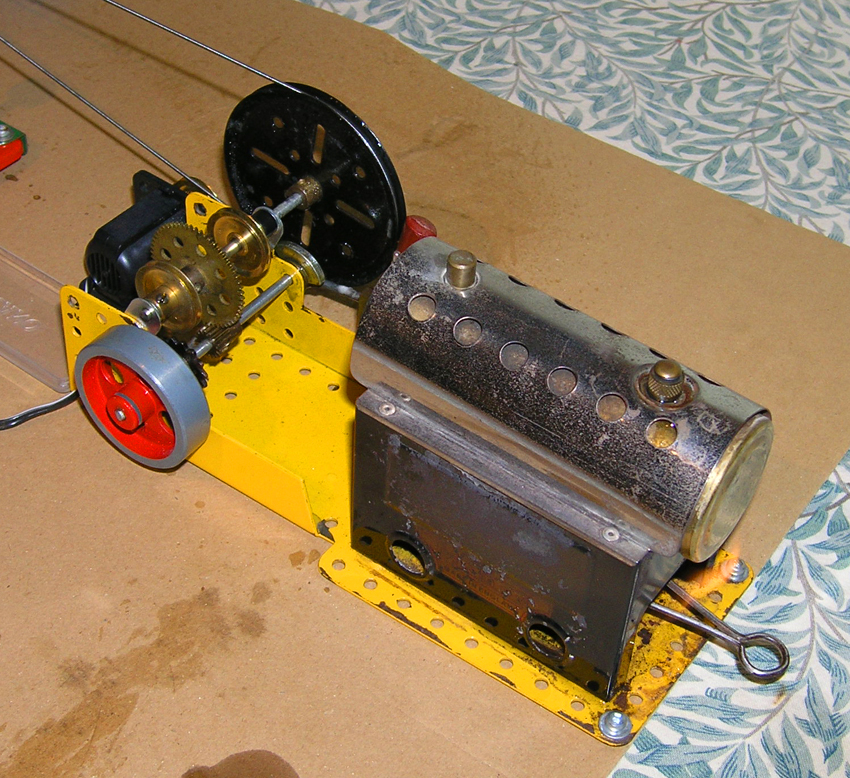
Malinsによって設計と製造された MEC1 1970年頃の製品

1965年から1976年にMalinsはメカノ社の要請に応じて同社の商標で販売するための蒸気エンジンを生産した。それらはメカノの機種専用の設計だった。
メカノのブランドで廃盤になった後、同じエンジンは少し改良され後にMamodのブランドでSP3として販売された。メカノのブランドの原型には公式の名称や機種番号は無かったが現在では一般的にMEC1と称される。

## SP シリーズ 1979年から現在

### SP1

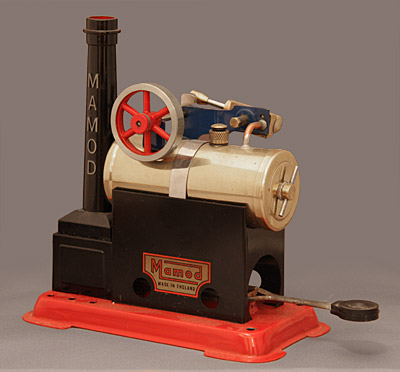
Mamod SP1 定置式蒸気機関 1979年頃の製品

Mamod Minor 1を基にSP1が開発されて置き換えた。
SP1は1985年に終了するまで27,500台が生産された。

## 可搬式エンジンシリーズ 1961年から現在
Mamodは幅広い自走可能な模型を生産する。

### 蒸気ローラー SR1とSR1A

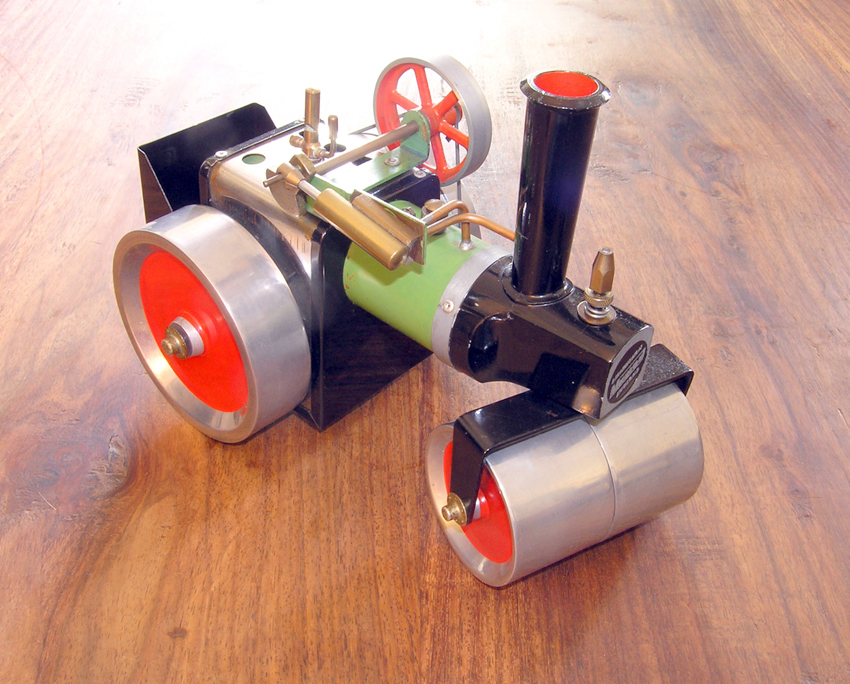
SR1 ローラー リベットで組み立てられているのが明らかである

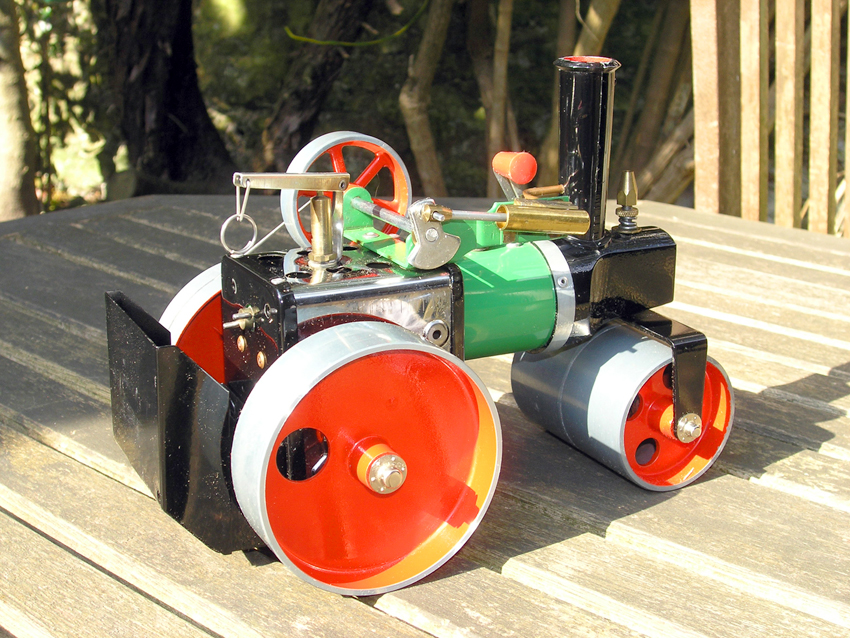
Mamod SR1a ローラー

SR1蒸気ローラーはMamod初の動く蒸気玩具だった。Eric Malinsによって設計され1961年1月に発売された。最初のローラーは後退できず'前進'のみだった。エンジンは改良されたMM2と完成されたアルミニウム合金製のローラーを備えた。1963年の初期のTE1や定置式エンジンシリーズのように初期のSR1ローラーはネジ止めで組み立てられており、同様に真鍮製の鋲で組み立てられた気化燃焼器を備えた。それらは牽引用のフックを備えなかった。1963年から改良された(TE1蒸気トラクターと共に発売された)燃焼器が使用された。こちらは牽引用のフックを備えたが1969年以前は牽引するためのOW1オープンワゴンやLB1幌馬車だった。1965年からローラーも(Mamodの蒸気玩具同様に)鋲で組み立てられた。その結果、1960年代初期のローラーと後期の区別が容易である。
1967年、SR1は単純な逆転機構を備え、SR1aになった。この機構は1965年のMEC1 メカノエンジンと似ていた。同様にTE1もTE1aになった。1968年アルミ製のローラーと車輪は亜鉛合金であるザマックになった。現在も同じ素材が使用される。ローラーは50年以上にわたり、現在でも燃焼器(1976年以降は固体燃料)や水面計をオーバーフロー栓(1978年以降)など小規模な改良を重ねている。その他外観上の大きな変更点は塗装や火室の細部である。初期のSR1エンジンとりわけナットとボルトで組まれた製品は現在、愛好家の間で高値で取引される。後の他のローラーの派生型は限定生産品で塗色が異なり同様にボイラーが長いバージョンや同様に組み立てキットがある。Mamodの最初の動く蒸気玩具は21世紀でも同様に販売が好調である。

### ロードスター SA1

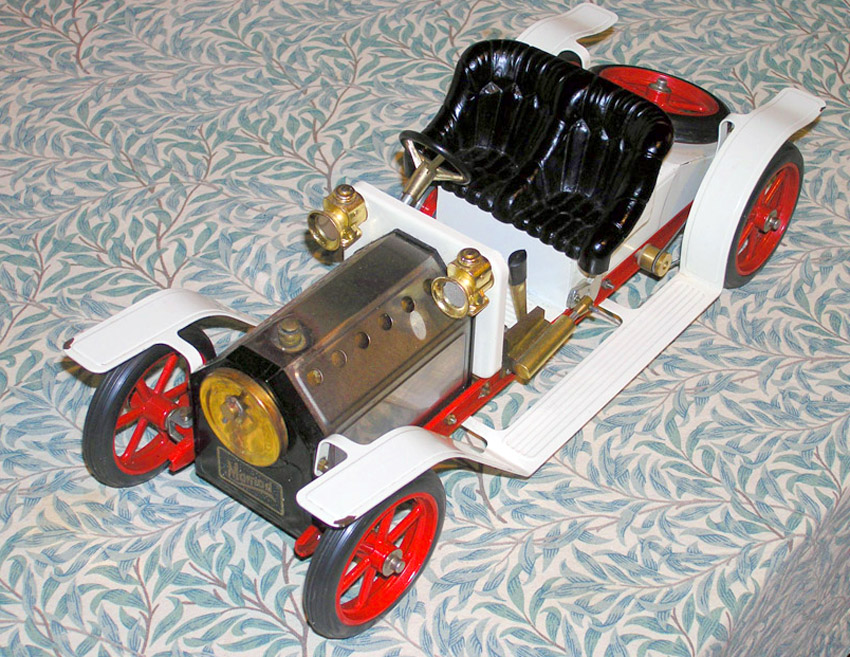
初期のロードスター

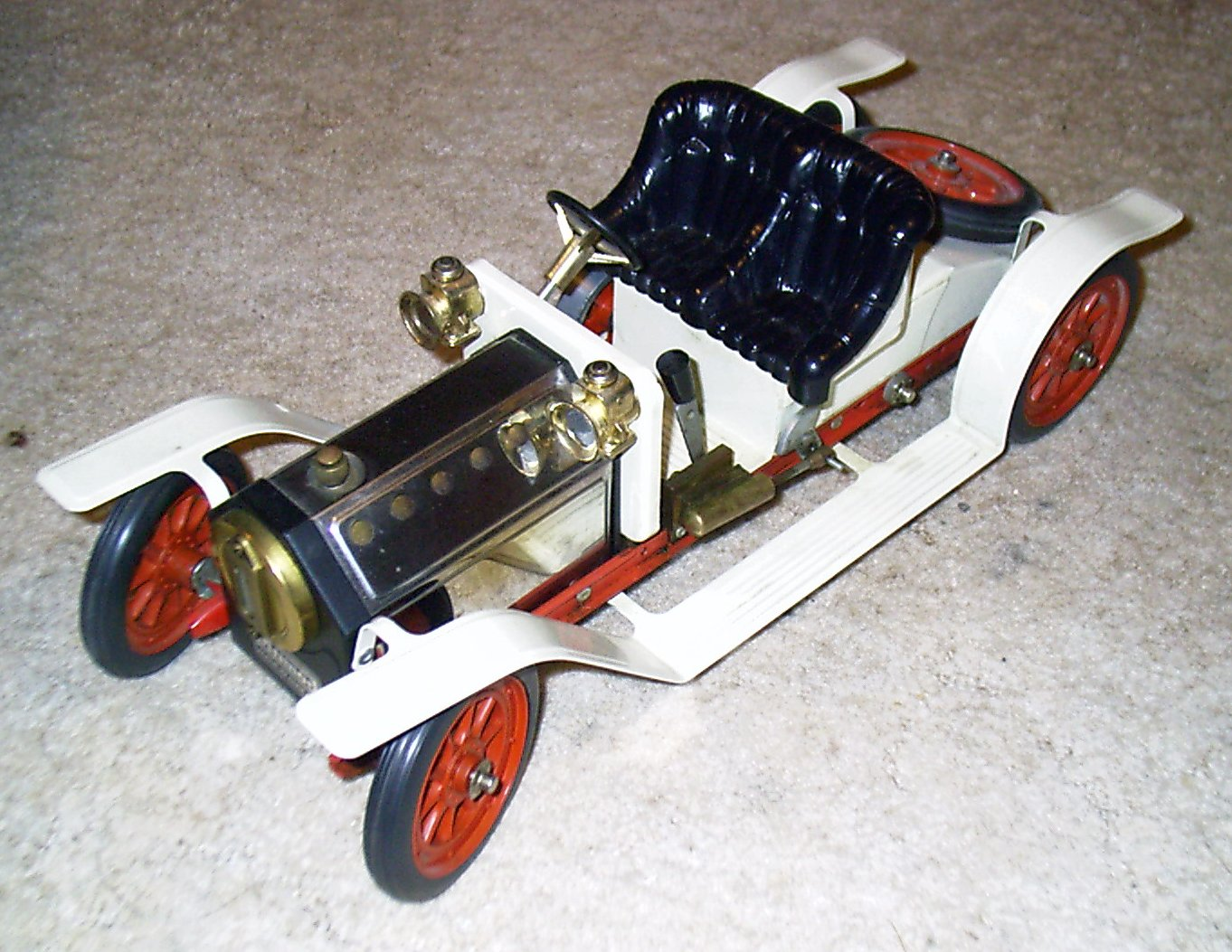
1979年頃のMamod SA1 ロードスター

これは2人乗りのロードスター形式の自動車で20世紀初頭のマーサー・ランナバウトのようである。1976年末に発売された

### シルバーリムジンSilver Limousine SA1L
これはエドワード時代のリムジンでロールスロイスのシルバーゴーストに似ていた。灰色/銀色の塗装だった。

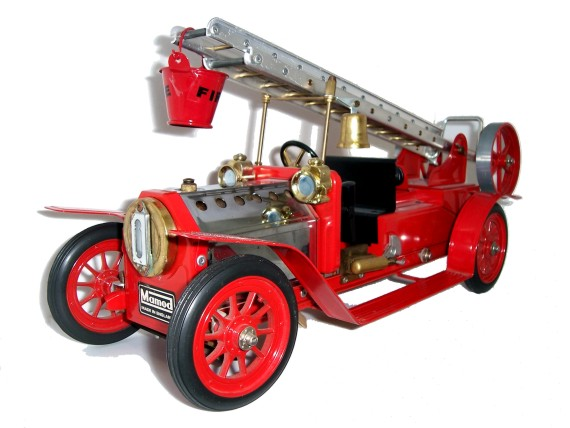
A Mamod FE1 消防車

### 消防車 FE1
前部にボイラーを載せ、。中央部に首振りエンジンを備えた標準的な配置だったが後部車体は消防用の梯子をのせていてクランク車輪が露出していた。明るい赤に塗られクロームは磨かれた仕上がりで1920年代にレイランド社が製造した消防車に似ていた。

### 配送車 DV1 と DV2
典型的な戦間期のイギリスの商用車である。後部車体に屋根が付き後部ドアが開き運転席は屋根が無かった。深緑に塗装された (DV1) または深青の (DV2)だった。

### 郵便配送車 PO1
DV1型を原型としてしたが後部の車体が延長され、当時の実物同様に運転席に屋根がつけられた。車輪とボンネットが赤と黒に塗られた。

### ル・マン レーサー LM1
これは典型的なエドワード時代又は戦間期のルマン24時間レースのような長距離レースで使用された2人乗りレーシングカーである。ロードスターやLimoと同じ車台と配置で2気筒で一方方向のみに回転するエンジンで車台の両側にそれぞれ外部にシリンダーがある。開放式の運転席で後部は空気力学上のスロープになる。塗装はボディが赤または青でフェンダーと車輪が含まれクロームボイラーとカウルを備える。レース番号12である。模型は同じ歯車でピストンは他のエンジンのもので動くMamodの商品群の中では最速である。これは操舵機構を制御するために無線操縦装置を組み込む事が可能である。

### ロンドンバス LB1
Mamodの動く機種の中で旗艦を担うロンドンバスは初期のLGOC X-typeのような二階建ての設計を原型とする。
エドワード時代を髣髴させる。車体が赤で車輪が黒である。蒸気ワゴンのスポーク車輪を流用する。2階部分は屋根が無く後部の乗車口にはドアが無い。
深緑の塗色もある。

### Mamod Meteor と Conqueror ボート
これら2機種は商業的には失敗で短期間のみ生産された。Meteorは蒸気動力のボートで第二次世界大戦時の魚雷艇で約1500隻が販売された。Conquerorは電気動力式のボートでFROGRevmasterモーターを使用した。両方とも同じ船体で電動用は内部に単1型電池を搭載できる様に再設計された。モーター自体はスプリングベルトとプーリーを介して伝達軸で推進器を駆動する。それはＭamodにとって唯一の電動式だった。Meteorの失敗に輪をかけるように蒸気版と同じ値段で約200席販売された。両方とも1952年には販売終了し、収集家の収集の対象となる。

### ME1, ME2 とME3 船舶用蒸気機関[3]

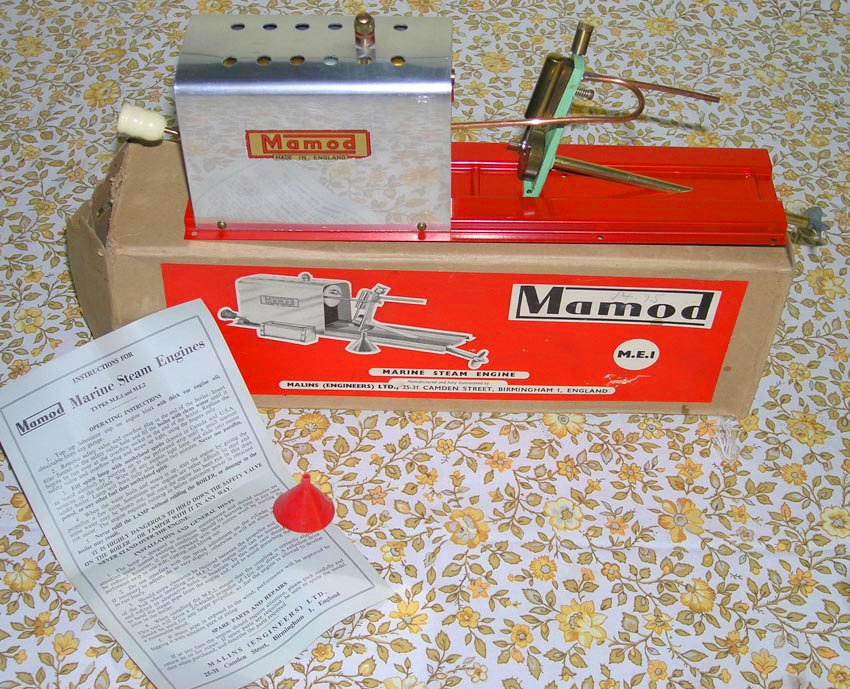
1958年から生産されたギアボックスつきのME1船舶用エンジン

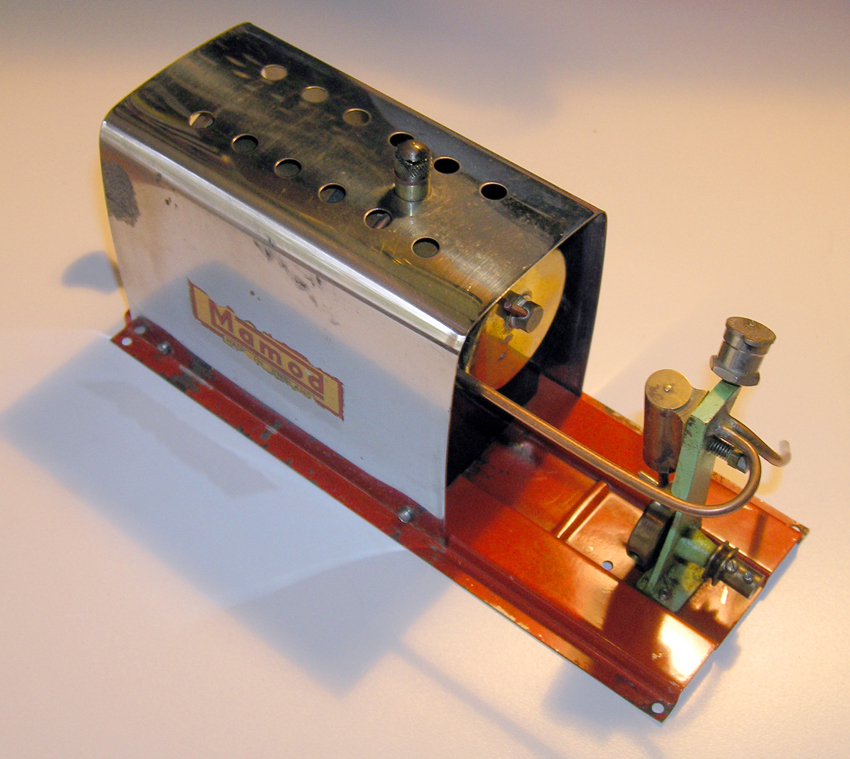
1958年から生産されたとても希少な Mamod ME2 ロスコー式給油器を備える

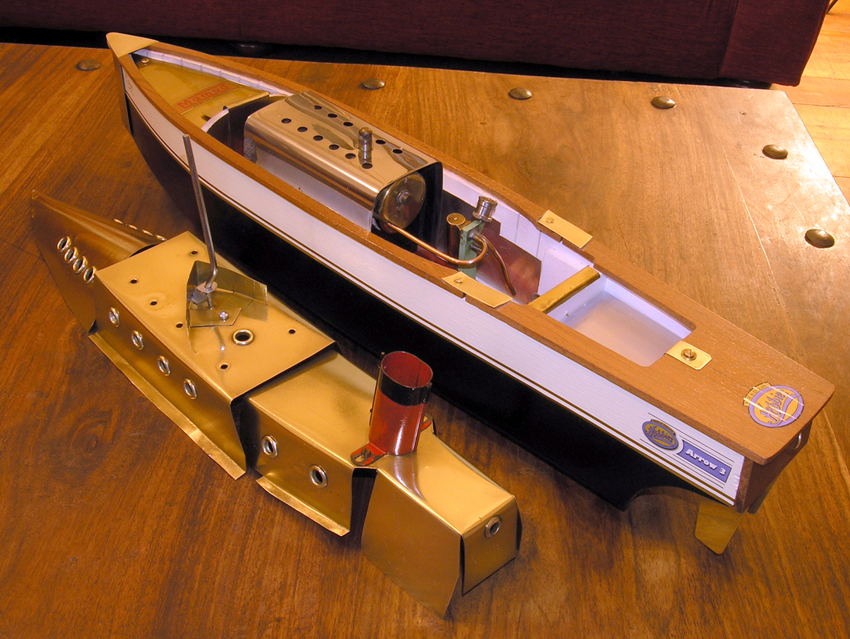
'Arrow' という名称のEldoret, 内部に作動すMamod ME2 蒸気機関が見える

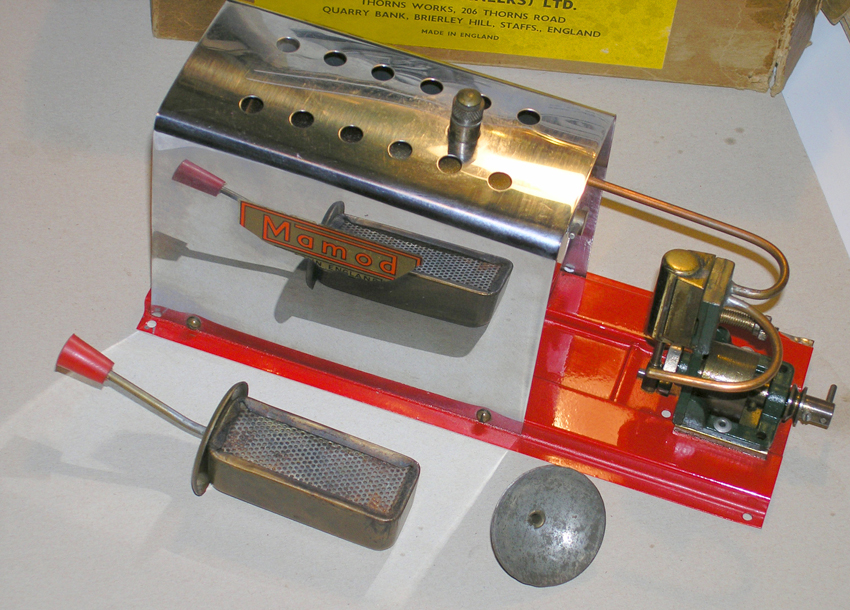
Mamod ME3 1965から生産された。

Mamod Meteor とConqueror ボート(1949–52)の失敗にもかかわらず Malinsの技術者たちは1958年にME1(戦前のME1と似ているが気化燃焼機を備える)とME2を発売した。これらの船舶用エンジンは全長およそ24 in (0.61 m)の船舶模型に対応するようにできていた。エンジンは磨かれた真鍮、クロームめっきと赤と緑の塗装による仕上がりだった。気化式燃焼器が熱源だった。
ME1は直結式エンジンでボイラーは直径1.75 in (44 mm)だった。シリンダーの寸法は行程が0.75 in (19 mm) でシリンダ径が5/16 インチ(8 mm)で2枚羽根の直径1.25 in (32 mm)の推進器を駆動した。
ME2は1958年にME1と同時期に発売された。このエンジンの寸法はME3と同じで縦型エンジンであるSELのエンジンをME3で使用した事以外は同じである。
ME3は基本的にはME2と似ているが、より大型の推進器を回すために、より大型のエンジンを備えるように設計された。

## Mamod 蒸気鉄道

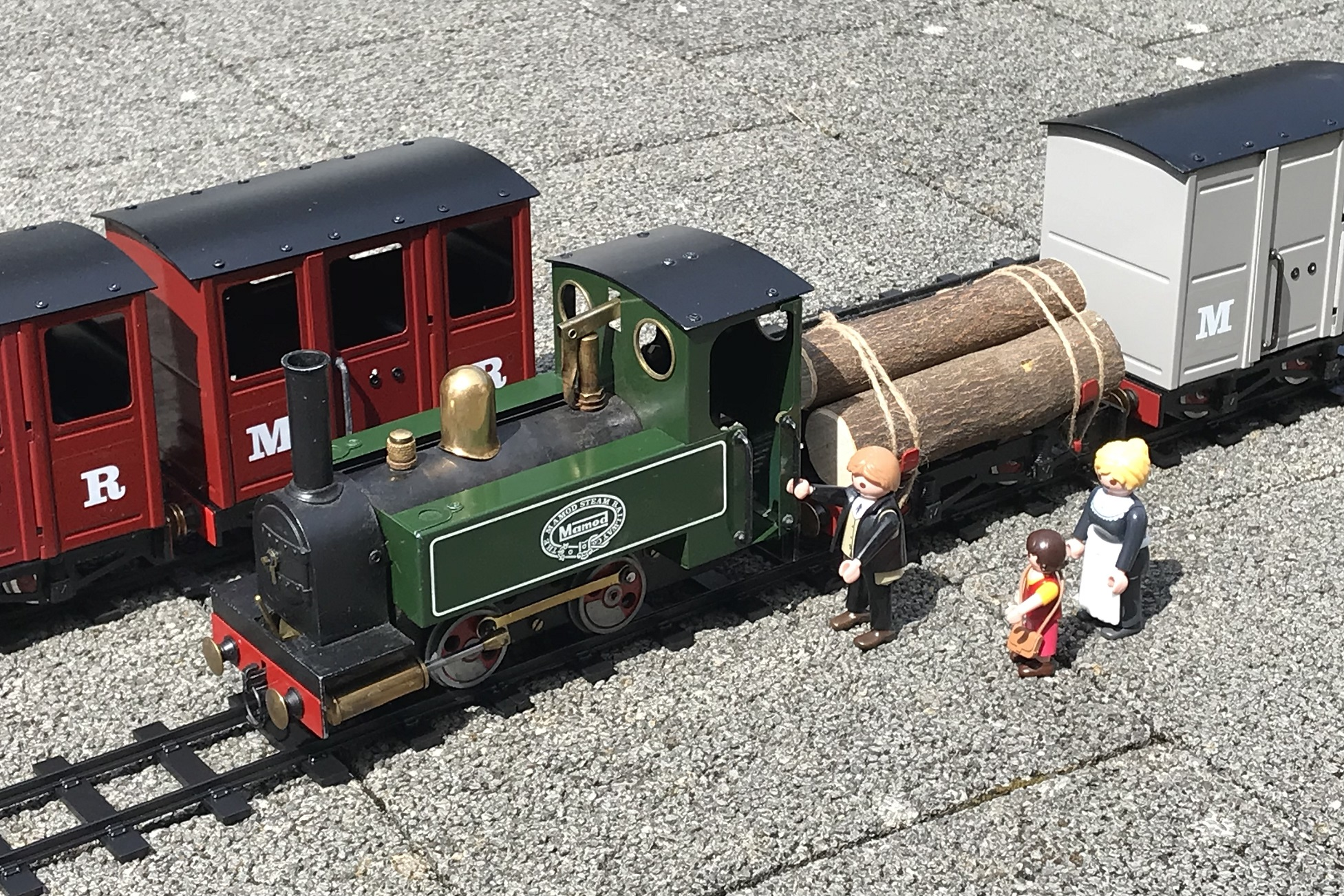
Mamod 本物の蒸気おもちゃ鉄道

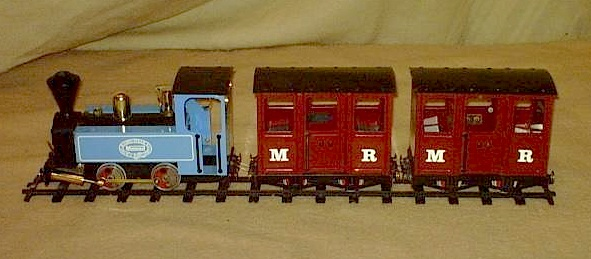
A 1980 Mamod SL2 蒸気機関車と2両のRW5 客車

1979年末、Mamodは最初のOスケールのライブスチームの鉄道模型SL-1機関車と貨車と軌道を発売した。模型は実在しない狭軌軌道で16mmスケールや24インチスケールに近い
Mamod Steam Railwayとしてしられ、イギリスで最初の廉価で量産されたライブスチームのセットだった。Mamodは素早くOゲージ軌間(32 mm)のSL-2 と1番ゲージ軌間 (45 mm)SL-3機関車を揃える事によって商品群を充実させ、それぞれすぐに走らせられる完成品と組み立てキットの状態で発売した。特別仕様の機関車や車両や分岐器も生産された。
累計18000台以上の機関車が非軌道模型と同様にMamodから生産された

## 関連企業
2006年時点で2社がMamodの機関車の設計を基にして生産する：
- MSS (Mamod Sales and Services)は製造と販売を継続し、2004年にサドルタンクを発売した。

- Mamod Steam Models はSL-1機関車の改良版で走り装置が強化された機関車を製造する。

さらに、Mamodの基本設計に触発された複数の独立製造業者によって改良型が供給される。特筆すべきはCreekside Forge & Foundry Baldwinと PPS Janetと IP Engineering Janeである。複数の製造会社は同様にオリジナルのMamodの製品用の改良された部品を供給する。代表的なのはより蒸気発生量を増やせる火力の強いメタノール噴射式燃焼器である。
多数の廉価なMamod模型は現在も親しまれる。小規模な製造業者から交換用部品が供給される。中古品は廉価で入手が容易で改造のために購入する愛好家もいる。
Dream Steam社は全ての領域の部品はMamodの原型(とMamodを原型にしたMSS)の整備のために供給する。またIP Engineeringによって公式に供給される。

## 運転と潤滑の必要性
大半のMamodエンジンは潤滑装置に潤滑油を貯めてピストンや軸受けのような動く部品に流す。最初期の戦前のSE3/4やいくつかの(Meteorボートを含む)船舶用エンジンでは一つだけ備える。代わりに運転に必要な箇所には手作業で注油する。
1976/77まで全てのMamodエンジンは工業用アルコールを燃料として使用していたがイギリスでは1977年以降、安全上の観点から液体燃料を玩具蒸気エンジンに使用はできなくなった。Malinsは固体燃料に転換した。そのため、ペレット状の固形燃料に対応するように再設計する必要が生じた。当時、Malinsはその作業を彼自身が行った。固体燃料は大幅に安全だったが、一方でその代償として従来の燃料と比較して発熱量が減少した。